# ارنست برترام
ارنست برترام (انگلیسی: Ernest Bertram; ۳۰ ژوئن ۱۸۸۱ – ۳ نوامبر ۱۹۴۲) بازیکن فوتبال بود.
از باشگاه‌هایی که در آن بازی کرده‌است می‌توان به باشگاه فوتبال دارلینگتون اشاره کرد.